# 탄부면
탄부면(炭釜面)은 대한민국 충청북도 보은군의 면이다.

## 개요
탄부면은 보은군의 남부에 위치하여 북부와 중앙부는 비교적 낮은 산지로 되어 있고, 남부면계에 울미산(451m) 등이 있어 남부는 높은 산지를 이루고 있다. 탄부면사무소를 비롯한 보덕중학교, 탄부초등학교 등 2개의 교육시설과 금융기관으로는 남보은 농협 탄부지점과 탄부우체국이 있고 이밖에 의료기관 2개소가 있다. 보청천이 서북부에서 남류하다가 동류하는 곳에 비교적 넓은 평야가 전개되어 보은군 내 유수한 곡창지대로 꼽히고 있고 높은 일조량으로 품질이 좋은 쌀을 비롯하여 한우, 밤고구마, 오이, 토마토 등의 특산품을 생산하고 있다.

## 행정 구역
- 고승리(高升里)
- 구암리(九岩里)
- 장암리(壯岩里)
- 대양리(大陽里)
- 덕동리(德洞里)
- 매화리(梅花里)
- 사직리(士直里)
- 상장리(上長里)
- 하장리(下長里)
- 성지리(城池里)
- 벽지리(碧池里)
- 임한리(林閑里)
- 평각리(坪角里)

## 교육
| 학교명                | 소재지                            | 비고        |
| --------------------- | --------------------------------- | ----------- |
| 탄부초등학교          | 탄부면 덕동벽지길 13 (덕동리)     |             |
| 탄부초등학교 사직분교 | 탄부면 사직1길 34 (사직리)        | 2002년 폐교 |
| 보덕초등학교          | 탄부면 삼승탄부로 817 (하장리)    | 1999년 폐교 |
| 보덕중학교            | 탄부면 삼승탄부로 843-21 (하장리) |             |